# Amanda Favier
Amanda Favier est une violoniste française, née le 7 avril 1979.

## Biographie
Amanda Favier prend ses premières leçons de piano à 4 ans et commence le violon à 6 ans.
À 13 ans, elle intègre le Conservatoire national supérieur de musique et de danse de Paris dans la classe de Gérard Poulet où elle recevra un Premier Prix de violon ainsi qu'un diplôme de Formation supérieure mention Très Bien. C'est aussi au CNSMDP qu'elle finalise son cycle de Perfectionnement.
Elle parcourt ensuite l’Europe à la rencontre d’autres professeurs tels que Sir Ifrah Neaman à Londres, Igor Ozim à Cologne et Jean-Jacques Kantorow à Rotterdam.

## Prix et distinctions
Amanda Favier donne son premier concert à 9 ans et devient la plus jeune lauréate du concours Jean-Sébastien Bach de Leipzig. Elle est récompensée par nombre de prix internationaux et entame une carrière de soliste et chambriste.
Amanda Favier reçoit plusieurs distinctions françaises dont le Prix Forthuny de l’Académie des Beaux Arts et le prix Berthier des Palmes Académiques. Elle devient lauréate de fondations privées telles que la Fondation Banque Populaire et le mécénat de la Société Générale.
La reconnaissance de ses pairs lui est aussi signifiée lors de la remise des prix de la « Révélation classique » puis « Violon de l'Adami ».
Sa version des Quatre Saisons de Vivaldi a reçu plusieurs récompenses : Classique d’Or RTL ainsi qu’un « Attention Talent » Fnac, « Sélection du mois » Air France et un « Coup de cœur » de France-Musique.[réf. nécessaire]

## Projets artistiques
Amanda Favier a collaboré avec de nombreux orchestres durant sa carrière dont récemment[Quand ?] l'Orchestre National de Lorraine , l'Orchestre de Chambre du Luxembourg , l'Orchestre Pasdeloup , l'Orchestre Philharmonique de Moscou et l'Orchestre National de belgique . Elle a participé à la création de Trio Sōra en 2015.
Amanda Favier mêle souvent sa musique à d’autres arts tels que la poésie, la littérature mais aussi le jazz, l’histoire, les arts plastiques sur des programmes spéciaux présentés dans des émissions de radios et télévision françaises, notamment sur RTL, France-Musiques ,, FIP , Radio Classique , France 2 (Journal de 13h , émission « Tandem » avec Jean D’Ormesson) et France 3 (« Toute la musique qu’ils aiment »).
Ses projets font souvent appel à des récitants et acteurs tels que Brigitte Fossey, Marie-Christine Barrault, François Castang pour accompagner en paroles ses programmes musicaux.
Son concert-spectacle, « De Venise à Venise, itinéraire d'un violon gâté », raconte l'histoire de son violon italien, un Matteo Goffriller de 1723 à nos jours.
Amanda Favier participe à l’hommage au violoniste et compositeur Lucien Durosoir avec la pianiste Célimène Daudet grâce au projet « Dans la malle du poilu ». Le public est invité à écouter les œuvres composées après la Première Guerre mondiale par le compositeur mais aussi découvrir la musique qui le réconfortait alors qu’il était au front. Les lettres qu’il envoyait à sa famille sont simultanément lues par Marie-Christine Barrault, récitante invitée sur ce projet. Ce spectacle a obtenu le label « Centenaire » délivré par la Mission du centenaire de la Première Guerre mondiale

## Discographie
- Sonates de Richard Strauss et Leoš Janáček avec Cédric Tiberghien, Lyrinx
- Album Claude Pascal, Polymnie
- Les Quatre Saisons d'Antonio Vivaldi avec quintette (Classique d’or RTL), Saphir
- Le Violon de l’ADAMI, Sonates de César Franck et Gabriel Fauré avec Dana Ciocarlie, disque de promotion
- Sonates de Maurice Ravel et César Franck avec Jean Dubé, Syrius
- Album Blanche Selva, avec Laurent Martin, Ligia
- Dans la malle du Poilu avec Célimène Daudet, Arion